# Moussa Traoré
Moussa Traoré, född 25 september 1936 i Kayes, Franska Sudan (i nuvarande Mali), död 15 september 2020 i Bamako, var en malisk militär och politiker som var president i Mali från 1968 till 1991.

## Biografi
Traoré studerade vid Kita och på militärakademin i Fréjus i Frankrike. Han återvände till Mali 1960 efter landets självständighet 1959. Han blev fänrik 1961, och löjtnant 1963. Han flyttade till Tanganyika (som senare tillsammans med Zanzibar bildade den nya staten Tanzania) och arbetade som militär instruktör inom dess befrielserörelser. Han blev sedan instruktör vid Ecole Militaire interarmes i Kati.
Den 19 november 1968 deltog Traoré i en statskupp som avsatte president Modibo Keïta. Han blev ordförande för Comité militaire de Libération Nationale, vilket gjorde honom till statschef i Mali. Han förbjöd all politisk aktivitet och en polisstat drevs av kapten Tiécoro Bagayoko. Angivare övervakade akademiker och lärare, som mestadels var fientligt inställda till militärstyret. Den socialistiska ekonomiska politik som Modibo Keïta infört avvecklades delvis.
År 1974 kungjorde Traoré en förändrad konstitution för den maliska andra republiken, som infördes 1978, och påstods ge Mali ett civilt styre, men de militära ledarna förblev dock vid makten. I september 1976 bildades ett nytt politiskt parti, Union Démocratique du Peuple Malien (UDPM), baserad på ett koncept av icke-ideologisk demokratisk centralism. Enpartival av president och parlament hölls i juni 1979. Som generalsekreterare för UPDM, valdes Traoré automatiskt som president på sex år med 99 procent av rösterna.
Traoré omvaldes 1985, åter som den enda kandidaten. Senare samma år ändrade UDPM konstitutionen för att undanröja gränsen om två mandatperioder.
Den 22 mars 1991 hölls en stor och våldsam protestmarsch i centrala Bamako och fyra dagar senare, tog chefen för Traorés egen livvakt, överste Amadou Toumani Touré, initiativ till att avsätta Traoré och arresterade honom. En övergångskommitté, Comité de transition pour le salut du peuple, inrättades under Tourés ordförandeskap, och ledde en övergång till demokrati ett år senare.
Traoré var två gånger dömd till döden under 1990-talet, men benådades vid båda tillfällena och befriades 2002. Han drog sig senare tillbaka från det politiska livet.